# Kümmersbruck
Kümmersbruck è un comune tedesco situato nel circondario di Amberg-Sulzbach, nel land della Baviera.
Nella frazione di Theuern si trova il Museo minerario e industriale della Baviera Orientale, che studia e documenta l'attività mineraria e industriale della regione della Baviera orientale.